# Indian Premier League 2009
Die Indian Premier League 2009 war die zweite Saison des im Twenty20-Format ausgetragenen Wettbewerbes für indische Cricket-Teams und fand zwischen dem 18. April und 24. Mai 2009 statt. Auf Grund der Parlamentswahl in Indien wurde das Turnier nach Südafrika verlegt. Sieger waren die Deccan Chargers, die sich im Finale in Johannesburg mit 6 Runs gegen die Royal Challengers Bangalore durchsetzen konnten.

## Teilnehmer
Die acht teilnehmenden Franchises aus Indien sind:
- Chennai Super Kings
- Deccan Chargers
- Delhi Daredevils
- Kolkata Knight Riders
- Kings XI Punjab
- Mumbai Indians
- Rajasthan Royals
- Royal Challengers Bangalore

## Austragungsorte
| Stadt          | Stadion                  | Kapazität |
| -------------- | ------------------------ | --------- |
| Bloemfontein   | OUTsurance Oval          | 20.000    |
| Centurion      | Supersport Park          | 20.000    |
| Durban         | Sahara Stadium Kingsmead | 25.000    |
| East London    | Buffalo Park             | 15.000    |
| Johannesburg   | New Wanderers Stadium    | 34.000    |
| Kapstadt       | Sahara Park Newlands     | 25.000    |
| Kimberley      | De Beers Oval            | 11.000    |
| Port Elizabeth | St George’s Park         | 19.000    |

## Resultate

### Tabelle
| Indien Premier League 2009 | Sp. | S  | N  | NR | P  | NRR    |
| -------------------------- | --- | -- | -- | -- | -- | ------ |
| Delhi Daredevils           | 14  | 10 | 4  | 0  | 20 | +0.311 |
| Chennai Super Kings        | 14  | 8  | 5  | 1  | 17 | +0.951 |
| R. Challengers Bangalore   | 14  | 8  | 6  | 0  | 16 | −0.191 |
| Deccan Chargers            | 14  | 7  | 7  | 0  | 14 | +0.203 |
| Kings XI Punjab            | 14  | 7  | 7  | 0  | 14 | −0.483 |
| Rajasthan Royals           | 14  | 6  | 7  | 1  | 13 | −0.352 |
| Mumbai Indians             | 14  | 5  | 8  | 1  | 11 | +0.297 |
| Kolkata Knight Riders      | 14  | 3  | 10 | 1  | 7  | −0.789 |

| Qualifiziert für das Halbfinale |
| ------------------------------- |

## Spiele

### Gruppenphase
| 18. April Scorecard | Kapstadt | Mumbai Indians 165-7 (20)          | – | Chennai Super Kings 146-7 (20) |
|                     |          | Mumbai Indians gewinnt mit 19 Runs |   |                                |

| 18. April Scorecard | Kapstadt | R. Challengers Bangalore 133-8 (20)             | – | Rajasthan Royals 58 (15.1) |
|                     |          | Royal Challengers Bangalore gewinnt mit 75 Runs |   |                            |

| 19. April Scorecard | Kapstadt | Kings XI Punjab 104-7 (12/12)                        | – | Delhi Daredevils 58-0 (4.5/6) |
|                     |          | Delhi Daredevils gewinnt mit 10 Wickets (D/L method) |   |                               |

| 19. April Scorecard | Kapstadt | Kolkata Knight Riders 101 (19.4)      | – | Deccan Chargers 104-2 (13.1) |
|                     |          | Deccan Chargers gewinnt mit 8 Wickets |   |                              |

| 20. April Scorecard | Port Elizabeth | Chennai Super Kings 179-5 (20)          | – | R. Challengers Bangalore 87-15.2 (15.2) |
|                     |                | Chennai Super Kings gewinnt mit 92 Runs |   |                                         |

| 21. April Scorecard | Durban | Kings XI Punjab 158-6 (20)                             | – | Kolkata Knight Riders 79-1 (9.2/9.2) |
|                     |        | Kolkata Knight Riders gewinnt mit 11 Runs (D/L method) |   |                                      |

| 21. April Scorecard | Durban | Rajasthan Royals | – | Mumbai Indians |
|                     |        | No Result        |   |                |

| 22. April Scorecard | Kapstadt | Deccan Chargers 184-6 (20)          | – | R. Challengers Bangalore 160-8 (20) |
|                     |          | Deccan Chargers gewinnt mit 24 Runs |   |                                     |

| 23. April Scorecard | Durban | Delhi Daredevils 189-5 (20)         | – | Mumbai Indians 180-9 (20) |
|                     |        | Delhi Daredevils gewinnt mit 9 Runs |   |                           |

| 23. April Scorecard | Kapstadt | Rajasthan Royals 150-6 (20) / 18-0 (0.4) | – | Kolkata Knight Riders 150-8 (20) / 15-1 (1) |
|                     |          | Rajasthan Royals gewinnt im Super Over   |   |                                             |

| 24. April Scorecard | Durban | R. Challengers Bangalore 168-9 (20)   | – | Kings XI Punjab 173-3 (19) |
|                     |        | Kings XI Punjab gewinnt mit 7 Wickets |   |                            |

| 24. April Scorecard | Durban | Deccan Chargers 168-9 (20)          | – | Mumbai indians 156-7 (20) |
|                     |        | Deccan Chargers gewinnt mit 12 Runs |   |                           |

| 25. April Scorecard | Kapstadt | Chennai Super Kings | – | Kolkata Knight Riders |
|                     |          | No Result           |   |                       |

Spiel wegen Regen nicht stattgefunden.

| 26. April Scorecard | Port Elizabeth | R. Challengers Bangalore 149-7 (20)    | – | Delhi Daredevils 153-4 (19.2) |
|                     |                | Delhi Daredevils gewinnt mit 6 Wickets |   |                               |

| 26. April Scorecard | Kapstadt | Kings XI Punjab 139-6 (20)          | – | Rajasthan Royals 112-7 (20) |
|                     |          | Kings XI Punjab gewinnt mit 27 Runs |   |                             |

| 27. April Scorecard | Durban | Chennai Super Kings 165-6 (20)        | – | Deccan Chargers 169-4 (20) |
|                     |        | Deccan Chargers gewinnt mit 6 Wickets |   |                            |

| 27. April Scorecard | Port Elizabeth | Mumbai indians 187-6 (20)          | – | Kolkata Knight Riders 95 (15.2) |
|                     |                | Mumbai Indians gewinnt mit 92 Runs |   |                                 |

| 28. April Scorecard | Centurion | Delhi Daredevils 143-7 (20)            | – | Rajasthan Royals 147-5 (18.3) |
|                     |           | Rajasthan Royals gewinnt mit 5 Wickets |   |                               |

| 29. April Scorecard | Durban | Kolkata Knight Riders 139-6 (20)                  | – | R. Challengers Bangalore 143-5 (19.5) |
|                     |        | Royal Challengers Bangalore gewinnt mit 5 Wickets |   |                                       |

| 29. April Scorecard | Durban | Kings XI Punjab 119-8 (20)         | – | Mumbai Indians 116-7 (20) |
|                     |        | Kings XI Punjab gewinnt mit 3 Runs |   |                           |

| 30. April Scorecard | Centurion | Deccan Chargers 148-9 (20)             | – | Delhi Daredevils 150-4 (18.4) |
|                     |           | Delhi Daredevils gewinnt mit 6 Wickets |   |                               |

| 30. April Scorecard | Centurion | Chennai Super Kings 164-5 (20)          | – | Rajasthan Royals 126 (19.3) |
|                     |           | Chennai Super Kings gewinnt mit 38 Runs |   |                             |

| 1. Mai Scorecard | East London | Mumbai Indians 148-6 (20)         | – | Kolkata Knight Riders 139-6 (20) |
|                  |             | Mumbai Indians gewinnt mit 9 Runs |   |                                  |

| 1. Mai Scorecard | Durban | R. Challengers Bangalore 145-9 (20)            | – | Delhi Daredevils 137-7 (20) |
|                  |        | Royal Challengers Bangalore gewinnt mit 8 Runs |   |                             |

| 2. Mai Scorecard | Port Elizabeth | Deccan Chargers 141-5 (20)             | – | Rajasthan Royals 142-7 (19.4) |
|                  |                | Rajasthan Royals gewinnt mit 3 Wickets |   |                               |

| 2. Mai Scorecard | Johannesburg | Chennai Super Kings 163 (20)            | – | Rajasthan Royals 145-8 (20) |
|                  |              | Chennai Super Kings gewinnt mit 18 Runs |   |                             |

| 3. Mai Scorecard | Port Elizabeth | Kolkata Knight Riders 153-3 (20)      | – | Kings XI Punjab 154-4 (20) |
|                  |                | Kings XI Punjab gewinnt mit 6 Wickets |   |                            |

| 3. Mai Scorecard | Johannesburg | Mumbai Indians 149-4 (20)                         | – | Royal Challengers Bangalore 150-1 (18.1) |
|                  |              | Royal Challengers Bangalore gewinnt mit 9 Wickets |   |                                          |

| 4. Mai Scorecard | East London | Chennai Super Kings 178-3 (20)          | – | Deccan Chargers 100 (14.4) |
|                  |             | Chennai Super Kings gewinnt mit 78 Runs |   |                            |

| 5. Mai Scorecard | Durban | Rajasthan Royals 211-4 (20)          | – | Kings XI Punjab 133-8 (20) |
|                  |        | Rajasthan Royals gewinnt mit 78 Runs |   |                            |

| 5. Mai Scorecard | Durban | Kolkata Knight Riders 154-3 (20)       | – | Delhi Daredevils 157-1 (19) |
|                  |        | Delhi Daredevils gewinnt mit 9 Wickets |   |                             |

| 6. Mai Scorecard | Centurion | Deccan Chargers 145-6 (20)          | – | Mumbai Indians 126-8 (20) |
|                  |           | Deccan Chargers gewinnt mit 19 Runs |   |                           |

| 7. Mai Scorecard | Centurion | Royal Challengers Bangalore 105-10 (20) | – | Rajasthan Royals 107-3 (15) |
|                  |           | Rajasthan Royals gewinnt mit 7 Wickets  |   |                             |

| 7. Mai Scorecard | Centurion | Chennai Super Kings 185-3 (18/18)                    | – | Kings XI Punjab 173-3 (18/18) |
|                  |           | Chennai Super Kings gewinnt mit 12 Runs (D/L method) |   |                               |

| 8. Mai Scorecard | East London | Mumbai indians 116 (20)                | – | Delhi Daredevil 118-3 (18.5) |
|                  |             | Delhi Daredevils gewinnt mit 7 Wickets |   |                              |

| 9. Mai Scorecard | Kimberley | Deccan Chargers 168-5 (20)            | – | Kings XI Punjab 169-7 (19.5) |
|                  |           | Kings XI Punjab gewinnt mit 3 Wickets |   |                              |

| 9. Mai Scorecard | Kimberley | Rajasthan Royals 140-7 (20)               | – | Chennai Super Kings 141-3 (18.2) |
|                  |           | Chennai Super Kings gewinnt mit 7 Wickets |   |                                  |

| 10. Mai Scorecard | Port Elizabeth | Mumbai Indians 157-2 (20)          | – | Royal Challengers Bangalore 141-7 (20) |
|                   |                | Mumbai Indians gewinnt mit 16 Runs |   |                                        |

| 10. Mai Scorecard | Johannesburg | Kolkata Knight Riders 123-8 (20)       | – | Delhi Daredevils 125-3 (17.1) |
|                   |              | Delhi Daredevils gewinnt mit 7 Wickets |   |                               |

| 11. Mai Scorecard | Kimberley | Deccan Chargers 166-7 (20)          | – | Rajasthan Royals 113 (19.3) |
|                   |           | Deccan Chargers gewinnt mit 53 Runs |   |                             |

| 12. Mai Scorecard | Centurion | Kolkata Knight Riders 173-4 (20)                  | – | Royal Challengers Bangalore 176-4 (19.2) |
|                   |           | Royal Challengers Bangalore gewinnt mit 6 Wickets |   |                                          |

| 12. Mai Scorecard | Centurion | Kings XI Punjab 119-9 (20)           | – | Mumbai Indians 122-2 (16.2) |
|                   |           | Mumbai Indians gewinnt mit 8 Wickets |   |                             |

| 13. Mai Scorecard | Durban | Delhi Daredevils 173-7 (20)          | – | Deccan Chargers 161 (19.4) |
|                   |        | Delhi Daredevils gewinnt mit 12 Runs |   |                            |

| 14. Mai Scorecard | Durban | Chennai Super Kings 129 (19.4)                    | – | Royal Challengers Bangalore 132-8 (19.4) |
|                   |        | Royal Challengers Bangalore gewinnt mit 2 Wickets |   |                                          |

| 14. Mai Scorecard | Durban | Rajasthan Royals 145-7 (20)         | – | Mumbai Indians 143 (19.5) |
|                   |        | Rajasthan Royals gewinnt mit 2 Runs |   |                           |

| 15. Mai Scorecard | Bloemfontein | Delhi Daredevils 120-9 (20)           | – | Kings XI Punjab 123-4 (19.1) |
|                   |              | Kings XI Punjab gewinnt mit 6 Wickets |   |                              |

| 16. Mai Scorecard | Port Elizabeth | Mumbai Indians 147-5 (20)                 | – | Chennai Super Kings 151-3 (19.1) |
|                   |                | Chennai Super Kings gewinnt mit 7 Wickets |   |                                  |

| 16. Mai Scorecard | Johannesburg | Kolkata Knight Riders 160-5 (20)      | – | Deccan Chargers 166-4 (20) |
|                   |              | Deccan Chargers gewinnt mit 6 Wickets |   |                            |

| 17. Mai Scorecard | Johannesburg | Kings XI Punjab 134-7 (20)        | – | Deccan Chargers 133-8 (20) |
|                   |              | Kings XI Punjab gewinnt mit 1 Run |   |                            |

| 17. Mai Scorecard | Bloemfontein | Delhi Daredevils 150-3 (20)          | – | Rajasthan Royals 136-9 (20) |
|                   |              | Delhi Daredevils gewinnt mit 14 Runs |   |                             |

| 18. Mai Scorecard | Centurion | Chennai Super Kings 188-3 (20)              | – | Kolkata Knight Riders 189-3 (20) |
|                   |           | Kolkata Knight Riders gewinnt mit 7 Wickets |   |                                  |

| 19. Mai Scorecard | Johannesburg | Delhi Daredevils 134-7 (20)                       | – | Royal Challengers Bangalore 135-3 (19) |
|                   |              | Royal Challengers Bangalore gewinnt mit 7 Wickets |   |                                        |

| 20. Mai Scorecard | Durban | Rajasthan Royals 101-9 (20)                 | – | Kolkata Knight Riders 102-6 (19.3) |
|                   |        | Kolkata Knight Riders gewinnt mit 4 Wickets |   |                                    |

| 20. Mai Scorecard | Durban | Chennai Super Kings 116-9 (20)          | – | Kings XI Punjab 92-8 (20) |
|                   |        | Chennai Super Kings gewinnt mit 24 Runs |   |                           |

| 17. Mai Scorecard | Centurion | Mumbai Indians 165-8 (20)              | – | Delhi Daredevils 166-6 (17.3) |
|                   |           | Delhi Daredevils gewinnt mit 4 Wickets |   |                               |

| 21. Mai Scorecard | Centurion | Royal Challengers Bangalore 170-4 (20)          | – | Deccan Chargers 158-6 (20) |
|                   |           | Royal Challengers Bangalore gewinnt mit 12 Runs |   |                            |

### Halbfinale
| 22. Mai Scorecard | Centurion | Delhi Daredevils 153-8 (20)           | – | Deccan Chargers 154-4 (17.4) |
|                   |           | Deccan Chargers gewinnt mit 6 Wickets |   |                              |

| 23. Mai Scorecard | Centurion | Chennai Super Kings 146-6 (20)                    | – | Royal Challengers Bangalore 149-4 (18.5) |
|                   |           | Royal Challengers Bangalore gewinnt mit 6 Wickets |   |                                          |

### Finale
| 24. Mai Scorecard | Johannesburg | Deccan Chargers 143-6 (20)         | – | Royal Challengers Bangalore 137-9 (20) |
|                   |              | Deccan Chargers gewinnt mit 6 Runs |   |                                        |